# Бойль (лунный кратер)
Кра́тер Бойль (лат. Boyle) — ударный кратер в южном полушарии обратной стороны Луны. Название дано в честь английского физика, химика и богослова Роберта Бойля (1627—1691) и утверждено Международным астрономическим союзом в 1970 г. Образование кратера относится к нектарскому периоду. 

## Описание кратера

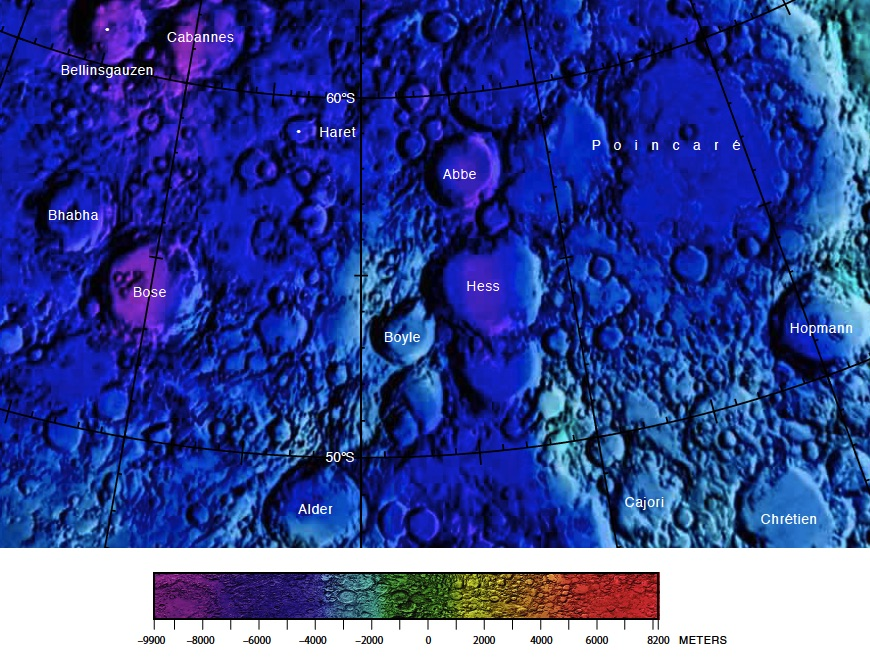
Окрестности кратера Бойль. Фрагмент карты области южного полюса Луны (север внизу).

Кратер находится близко к центру бассейна Южный полюс — Эйткен. Ближайшими соседями кратера являются кратер Гесс на западе; кратер Карман на севере; кратер Альдер на северо-востоке; кратер Бозе на востоке и кратер Аббе на юго-западе. Селенографические координаты центра кратера 53°17′ ю. ш. 177°53′ в. д. / 53,29° ю. ш. 177,89° в. д., диаметр 57,1 км, глубина 2,44 км.
Кратер имеет почти правильную циркулярную форму, острую кромку вала практически не пострадавшего от разрушения. Южная часть вала прорезана широкой извилистой бороздой, следующей от восточной части вала до юго-западной, и отмечена несколькими небольшими кратерами. Западная часть вала также перекрыта несколькими кратерами. Высота вала над окружающей местностью составляет 1180 м. Внутренний склон кратера отмечен следами обрушения. Дно чаши кратера сравнительно ровное, место центрального пика занимает длинный невысокий хребет, ориентированный в направлении юго-запад – северо-восток.

## Сателлитные кратеры
| Бойль | Координаты                                              | Диаметр, км |
| ----- | ------------------------------------------------------- | ----------- |
| A     | 50°59′ ю. ш. 178°08′ в. д. / 50,99° ю. ш. 178,14° в. д. | 24,4        |
| Z     | 51°29′ ю. ш. 177°40′ в. д. / 51,49° ю. ш. 177,67° в. д. | 47,3        |

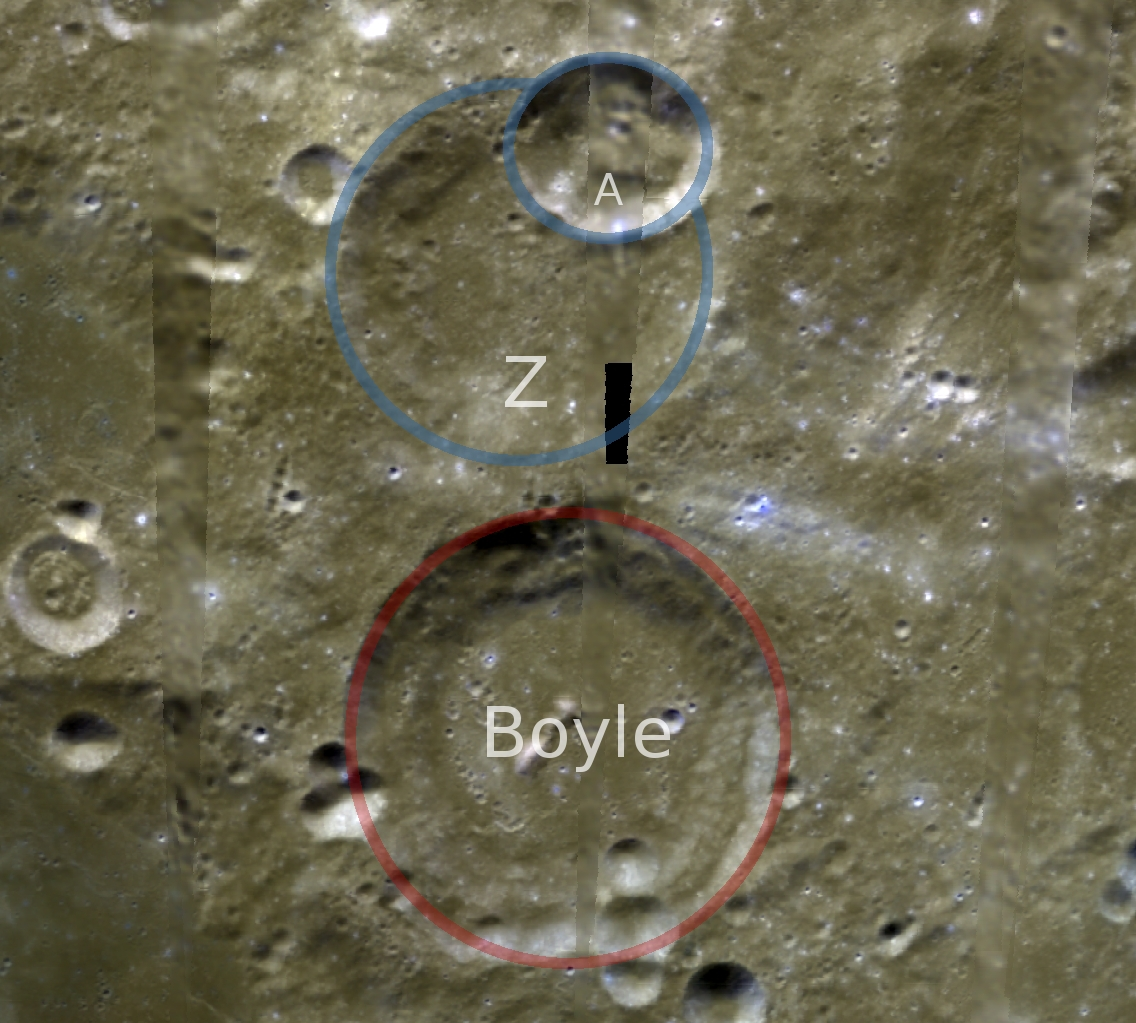
Экранный снимок программы PDS MAP-A-PLANET.

- Образование сателлитного кратера Бойль Z относится к нектарскому периоду[5].